# 피아노 협주곡 16번 (모차르트)
피아노 협주곡 16번 D장조, K. 451은 볼프강 아마데우스 모차르트의 피아노 협주곡 작품이다. 모차르트는 1784년 1/4분기에 자신이 독주자로 있던 트라트너호프와 부르크 극장의 비엔나 공연장에서 공연할 협주곡을 작곡했다. 이 작품은 피아노 독주, 플루트, 오보에 2 개, 바순 2개, 호른 2개, 트럼펫 2개, 팀파니 및 현악기 로 편성되어 있다. 협주곡은 3 악장으로 되어 있다.
1. 알레그로 아사이
2. 안단테 G장조
3. 알레그로 디 몰토